# Sergej Ljačov
Sergej Vladimirovič Ljačov (in russo Сергей Владимирович Ляхов?; 1º marzo 1968) è un ex discobolo russo, fino al 1991 sovietico.

## Palmarès
| Anno | Manifestazione | Sede     | Evento           | Risultato | Misura  | Note |
| ---- | -------------- | -------- | ---------------- | --------- | ------- | ---- |
| 1991 | Mondiali       | Tokyo    | Lancio del disco | 9º        | 61,00 m |      |
| 1994 | Europei        | Helsinki | Lancio del disco | 9º        | 60,80 m |      |
| 1995 | Mondiali       | Göteborg | Lancio del disco | 15º       | 60,50 m |      |
| 1996 | Olimpiadi      | Atlanta  | Lancio del disco | 11º       | 60,62 m |      |
| 1997 | Mondiali       | Atene    | Lancio del disco | 22º       | 59,72 m |      |

## Altre competizioni internazionali
1991
- Coppa Europa di atletica leggera ( Francoforte)